# Повойник

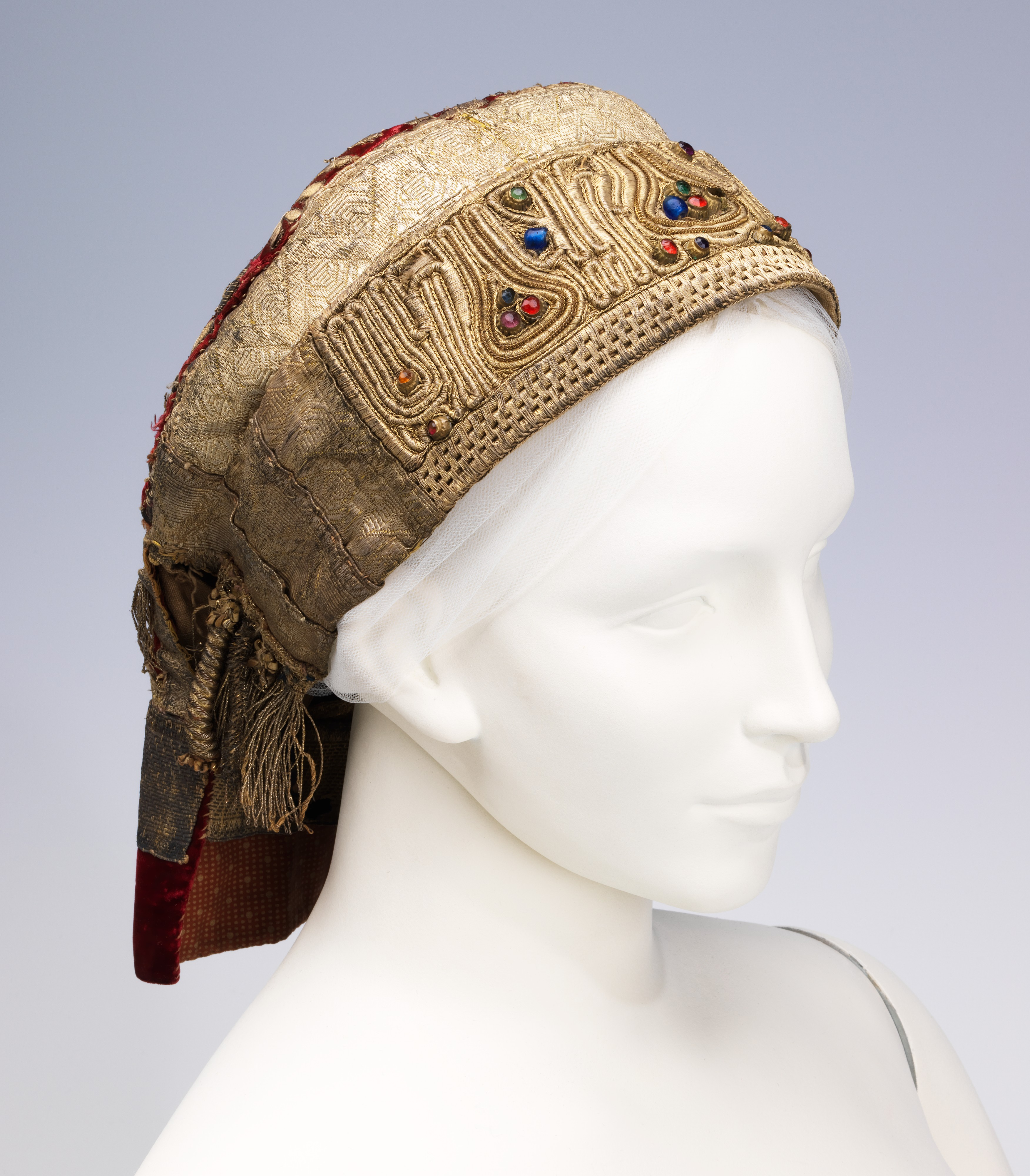
Повойник кон. XVIII в., из собрания Метрополитен-музея (Нью-Йорк)

Пово́йник (повой, оповойник, повоец от «повивать», шамшура, волосник, сдериха, подубрусник; укр. очіпок, чіпець; бел. каптур) — старинный восточнославянский головной убор замужних женщин, представлявший собой мягкую полотняную шапочку с круглым или овальным верхом, иногда с прикреплённым нешироким твёрдым очельем-околышем, полностью закрывавший волосы, заплетённые в две косы и уложенные на голове. Сзади надетый повойник стягивался тесёмкой, вставленной в его нижний край, что позволяло ему плотно сидеть на голове. Также существовали повойники, изготовленные из одного куска ткани, собиравшийся сзади в мелкие складочки. Повойник надевался под другой головной убор, предохраняя волосы от спутывания, а верхний убор — от загрязнения. Выходить на улицу в одном повойнике, без надетого на него головного убора, или находиться так в доме при посторонних, а иногда и при домашних, считалось неприличным.

## Описание
Существовали две разновидности повойников: для будней и для выходного дня. Для изготовления повседневного повойника использовались недорогие ткани: холст, сатин, ситец, миткаль. Праздничные же повойники шили из шёлка, парчи, атласа и кашемира, околыш праздничных повойников (и иногда его верхняя часть) украшался золотным шитьём, вышивкой бисером, стеклярусом, позументом и разноцветными шёлковыми лентами. По праздникам также поверх повойников носили кашемировые или шёлковые платки (в то время как в будни — холщовые, полотняные и сатиновые).
Также существовали и конструкции повойника, напоминавшие чепец (особенно детский чепчик): с полуовальной задней частью и широким околышем, а также с завязкой под подбородком, а не на затылке.
В XVIII веке повойники донских казачек с низовьев Дона были высокими, достигая в высоту около 30 см (6-7 вершков). Они изготавливались из парчи, шёлка или хлопка, были на ватной подкладке, а поверх повязывали плат, могший украшаться цветами или перьями. Волосник уральских и оренбургских казачек конструктивно представлял собой картонный каркас в виде полуборуча, обтянутый коленкором или шёлком с кружевами. Поверх него повязывался плат-ширинка из дорогих тканей — тафты, шёлка, украшавшийся кружевом по краям. На территории современного Сакмарского района Оренбуржья (до 1917 г. — Тобольская губерния) подобный головной убор был известен под названием кардо́нка. Повседневные кардонки изготавливались из тканей тёмных цветов: чёрного, бордового, тёмно-красного; праздничные — из белых, зелёных тканей, а также материй с мелким принтом. Картонный околыш кардонки был в высоту 2-4 см.
Украинский очипок значительно отличался в форме и отделке в зависимости от места. Он мог быть трапециевидным, овальным, седлообразным и т. д. Очипок также был основным головным убором замужней женщины, и при людях женщина надевала поверх него платок или намитку. Женщины-бойковчанки ещё в XIX веке выпускали из-под очипка два локона (укр. кучерики). В Волыни и Лемковщине предпочитали красные очипки, считавшиеся более красивыми. Желающая вновь выйти замуж вдова надевала красный очипок и в будни, и на праздники. В Киевщине, Полтавщине и Харьковщине XIX века были распространены очипки, вышитые шерстяными нитками красного, оранжевого и малинового цветов крупными рельефными стежками глади. Эти лаконичные и выразительные рисунки украшали овал дна очипка. Очипки делились на мягкие (сборники), тщательно закрывавшие волосы, и жёсткие, шапкообразные. Также существовали и промежуточные формы. В начале-середине XX века очипок выходит из употребления.
После 1917 года угасает и ношение повойника у русских (до этого, в первые два десятилетия XX века комплекс повойника и платка поверх становится наиболее распространённым головным убором замужних женщин). В 1920-е годы он становится старушечьим головным убором. У донских казачек повойники вышли из употребления в середине XIX века.

## История

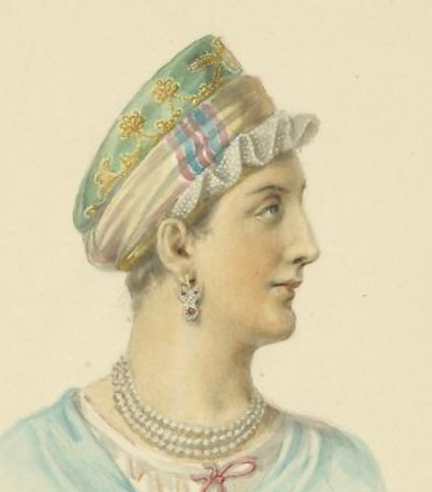
Тихвинская женщина в повойнике (1831 г.), фрагмент рисунка Фёдора Солнцева

Повойник был известен на Руси ещё в XIII веке как под своим названием, так и под термином «подубрусник». Уже тогда он был нижним головным убором замужних женщин. Поверх него надевался полотенчатый убор (убрус, намитка), кика, сорока или кокошник и только со 2-й половины XIX века стали использовать как самостоятельный головной убор, но и то прикрывая платком. К тому моменту повойники носили не только крестьянки, но и жительницы небольших провинциальных городков разных сословий.
Известны археологические находки повойников и волосников XVI—XVII веков, наибольшее количество найденных экземпляров приходится на Москву. Так, в результате археологических раскопок в Нижнеколымске (Якутия) в 2011 году был обнаружен хорошо сохранившийся повойник, датирующийся концом XVII — началом XVIII века. Особенностью конструкции найденного экземпляра является наличие валика из плотно скрученной красной материи, пришитого вдоль очелья, поверху обшитый основной тканью. В ходе дальнейшей атрибутации находки ближайшими аналогами оказались повойники-«мархатки» из собрания Великоустюжского музея-заповедника, однако наиболее близким по конструкции является волосник, он же самшура, носившийся с круглым кокошником, распространённым в северных районах Великоустюжского уезда, граничащих с Архангельской губернией (современная Архангельская область). Также волосники обнаруживаются и в погребениях русских великих княжон и цариц, например, в погребениях Софьи Палеолог, Елены Глинской, Марии Темрюковны, Марфы Собакиной и Марии Долгорукой из ныне не существующего женского Вознесенского монастыря Московского Кремля. Кроме того, волосник был обнаружен в ходе раскопок 1948 года в Большом Знаменском переулке в погребении Марии Мутьянской (ум. 1603 г.) жена валашского (молдавского) воеводы Радула на русской службе и предположительной дочери Афанасия Нагого, дяди царицы Марии Нагой. Конструктивно волосники представляют собой тканое очелье и ажурного, в виде сеточки, верха, который выполнялся в технике «спрэнг», технике вышивки по плетеной сетке-филе и технике коклюшечного кружева. На этих волосниках присутствует вышивка с использованием замысловатых мотивов (мировое древо, единорог, птица и т. д.), используется в том числе и золотное шитьё. Очелье волосников чаще всего из красного шёлка (как и с вышивкой поверх, так и без), есть экземпляры и с золотканым очельем. Для плотной фиксации на голове к заду волосника подшивались петли, в которых продевались шнуры. Кроме археологических находок волосники известны только по письменным упоминаниям.